# Lullaby of Birdland
«Lullaby of Birdland» — фортепианная пьеса Джорджа Ширинга, джазовый стандарт. Написана для нью-йорского джазового клуба Birdland в 1952 году. Позже (точная дата не установлена) её подтекстовку выполнил Джордж Дэвид Вайс.

## История
В 1952 году импресарио Моррис Леви собирался запустить радиопередачу в поддержку своего джаз-клуба Birdland, из которого в эфир должны были транслироваться выступления артистов. Всё было готово, не хватало лишь музыки для заставки, которой планировалось отмечать начало каждого часа. Леви написал музыку для заставки сам, но, когда он послал её Джорджу Ширингу, тот ответил, что мог бы сочинить что-нибудь получше. Два дня спустя идея пьесы пришла к Ширингу абсолютно неожиданно, когда он ел бифштекс. Едва вкусив блюдо, музыкант вдруг вскочил из-за стола, побежал к фортепиано и через 10 минут пьеса была готова. Позже Ширинг шутил, что много раз возвращался к мяснику, у которого купил «творческий» бифштекс, и спрашивал, нет ли ещё точно такого же. Леви песню Ширинга взял, но при условии, что тот отпишет ему долю в авторских правах (поскольку тоже хотел зарабатывать процент с выручки).
Первая запись пьесы выполнена инструментальным квинтетом Ширинга в 1952 году. Первая вокальная версия записана в 1954 году Сарой Воан (стала одной из ключевых песен певицы). Песню исполняли Мел Торме (1956), Пегги Ли (1959), Элла Фицджеральд (1954) и др. Известность также получила джазовая интерпретация пьесы, записанная Эрроллом Гарнером в 1953 году.
В 1981 году права на эту песню стали предметом судебных разбирательств: на Морриса Леви, Джорджа Ширинга и музыкальное издательство подала в суд звукозаписывающая компания.